# Філіппіно Ліппі
Філіппіно Ліппі, справжнє ім'я Філіппо Ліппі (італ. Filippino Lippi, бл.1457, Прато — 18 квітня 1504, Флоренція) — художник доби італійського Відродження, портретист.

## Біографія

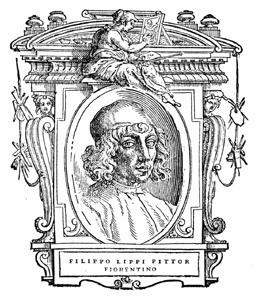
Портрет Філіппіно в книзі Джорджо Вазарі

Він — позашлюбна дитина, як і Леонардо да Вінчі чи папа римський Клімент 7-й. Батько — художник і монах Філіппо Ліппі, мати — Лукреція Буті. Ім'я отримав на честь батька, який домігся папи римського заради шлюбу з улюбленою жінкою і дозвіл на шлюб отримав. Аби не плутати батька і сина — останнього прозвали Філіппіно. Батько помер у 1469 році, коли сину було 12—14 років. Народився в містечку Прато, Тоскана. Точної дати народження не збереглося.
Перші художні навички отримав від батька. Потім перебрався з Прато в Сполето, де працював на побудові кафедрального собору. Вважається, що учнем батька був Сандро Боттічеллі, помічником якого і став Філіппіно. Близькість стилістики Філіппіно Ліппі до стилю Боттічеллі на ранішньому етапі заплутала атрибуцію робіт обох майстрів. Серед картин ранішнього періоду Філіппіно-мадонни в збірках Берліна, Лондона і Вашингтона, «Товій і янгол» в галереї Сабауда в місті Турин, Італія. Як майстра фресок, Філіппіно (разом з Перуджино, Гірляндайо та Боттічеллі) залучили до стінописів на віллі Лоренцо Медичі в Сполето.
Саме Філіппіно доручили завершити фрески капелли Бранкаччі в церкві Санта-Марія-дель-Карміне Флоренції після передчасної смерті геніального Мазаччо.
у 1487 р. Філіппіно отримав замову на стінописи капелли Філіппо Строцці в церкві Санта-Марія-Новелла Флоренції і виконав їх.
Його слава досягла Риму. У 1488 р. він отримав замову на стінописи в церкві Санта-Марія-сопра-Мінерва, якою в Римі опікувались тосканці. Над фресками в Римі працював до 1493 року.

## Фрески Філіппіно Ліппі

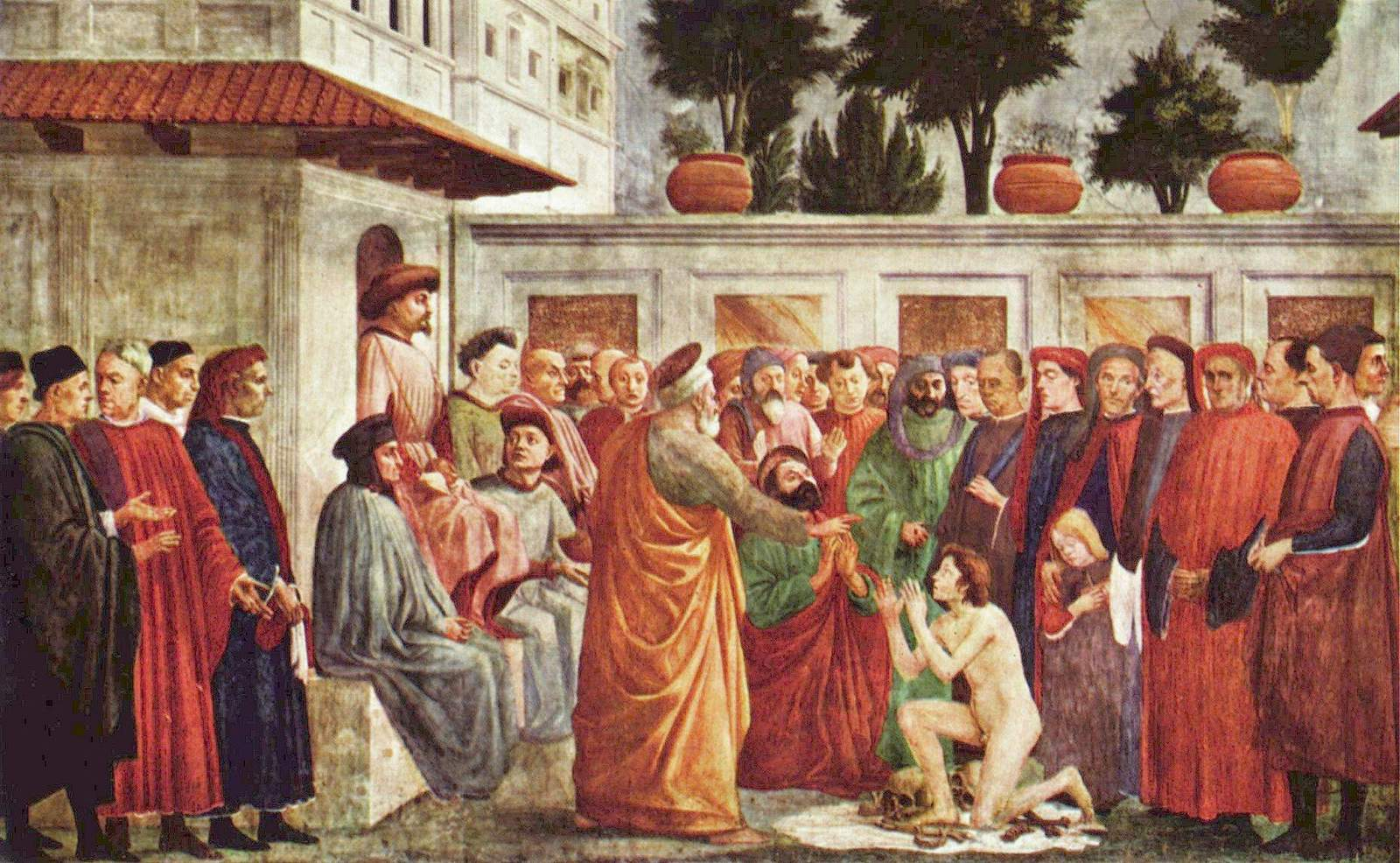
Фреска каплиці Бранкаччі, Флоренція
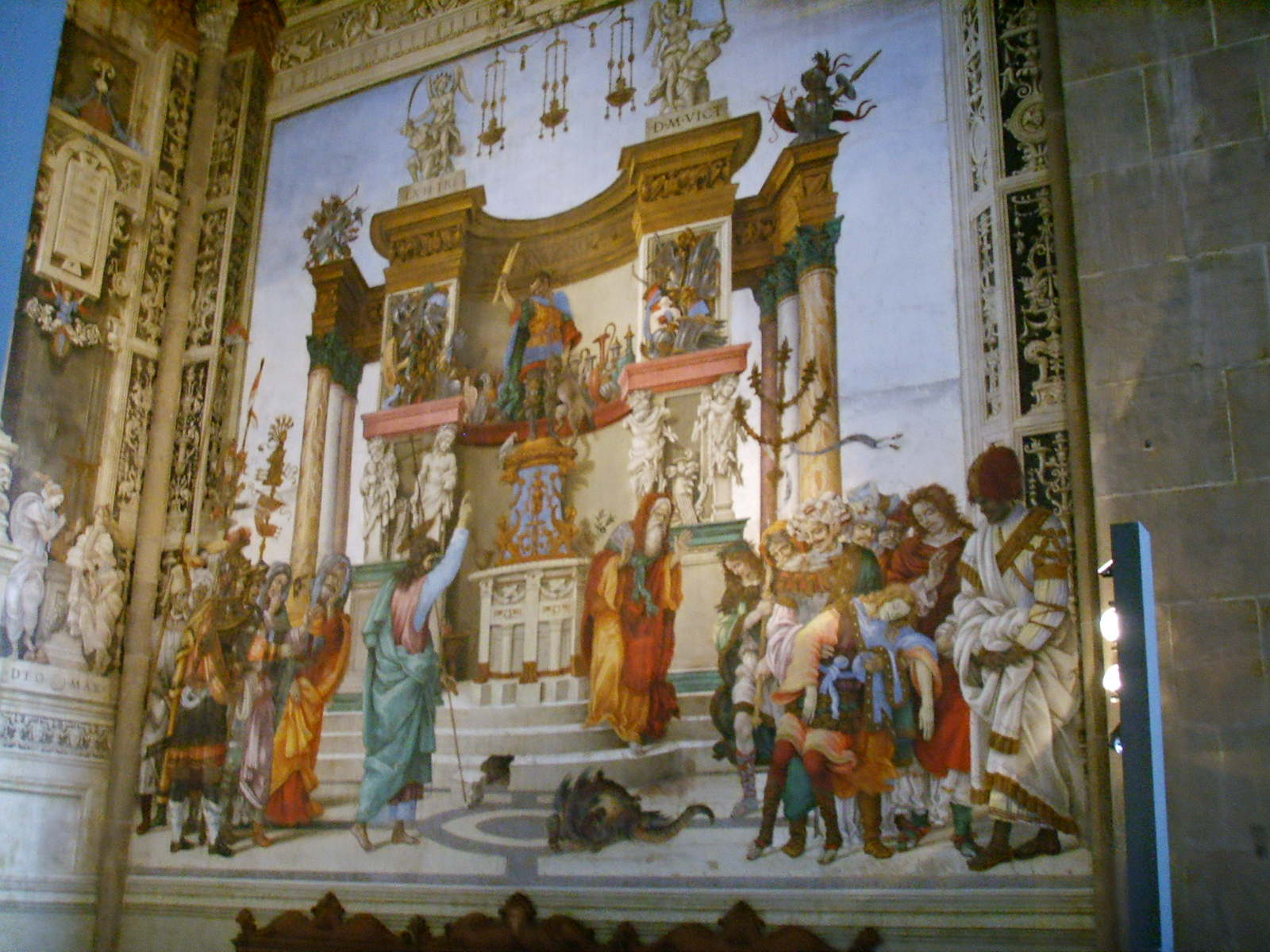
Фреска каплиці Філіппо Строцці, ц.Санта Марія Новелла, Флоренція
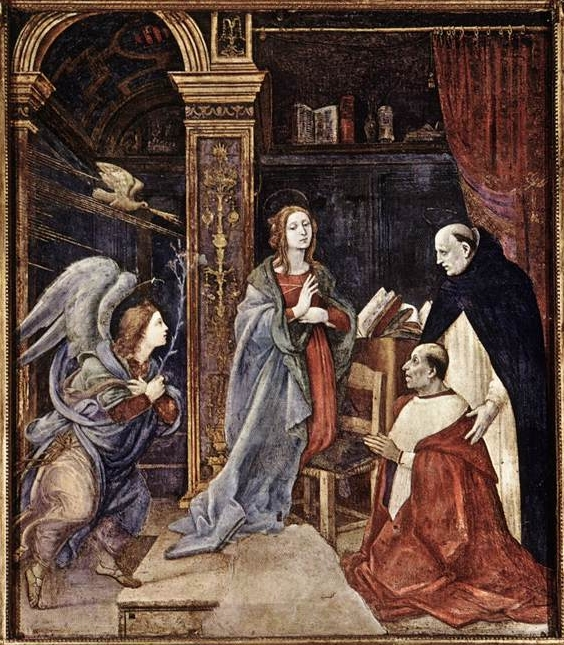
Благовіщення (1489-1491). Фреска ц. Санта Марія сопра Мінерва, Рим

## Філіппіно Ліппі і манера Боттічеллі

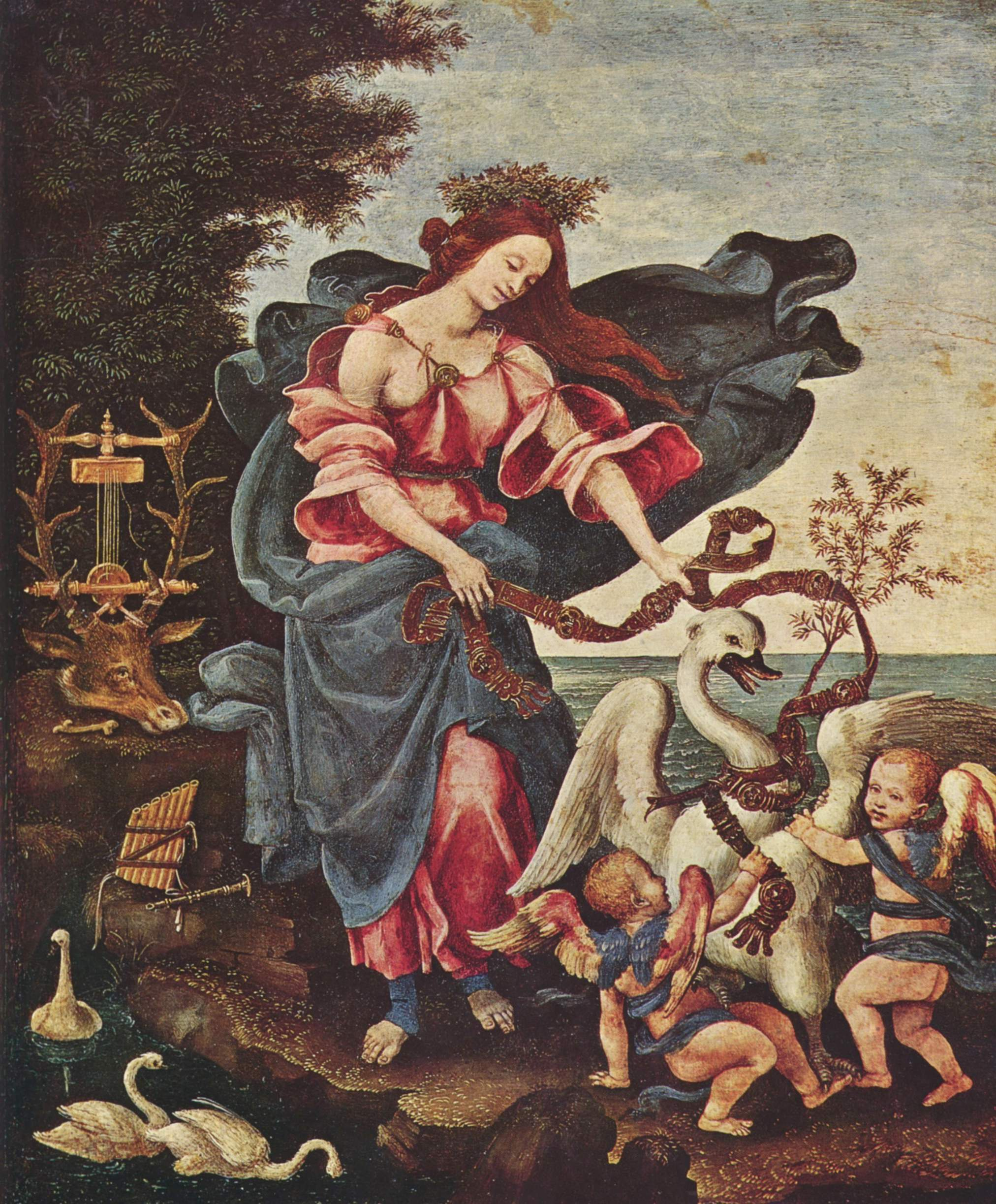
Фіпіппіно Ліппі. Аллегорія музики. бл. 1500)
темпера, 61 × 51 см. Берлін.

Їх художні манери дуже схожі. Хоча Філіппіно більше полюбляв деталі і дрібниці, якими насичені і його фрески, і його станкові картини. Художник запозичив у Боттічеллі і вітер, що підхоплює одяг персонажів. А його янголи дивували сміливими ракурсами і грацією.
Але образам Боттічеллі притаманні або більша поезія, або більший драматизм, що переходить в справжню трагедію, до яких Філіппіно не дійшов.

## Портрети
Філіппіно добрий майстер портрету. На жаль, він мало виконав станкових портретів, до яких ми звикли. Але й серед них є надзвичайно талановиті («Портрет невідомого юнака», Вашингтон, Національна галерея) Значно більше портретів на фресках Філіппіно, які мало відомі широкому загалу. Серед них і автопортрет молодого Філіппіно в капелі Бранкаччі.

Портрет невідомого юнака. Вашингтон, Національна галерея
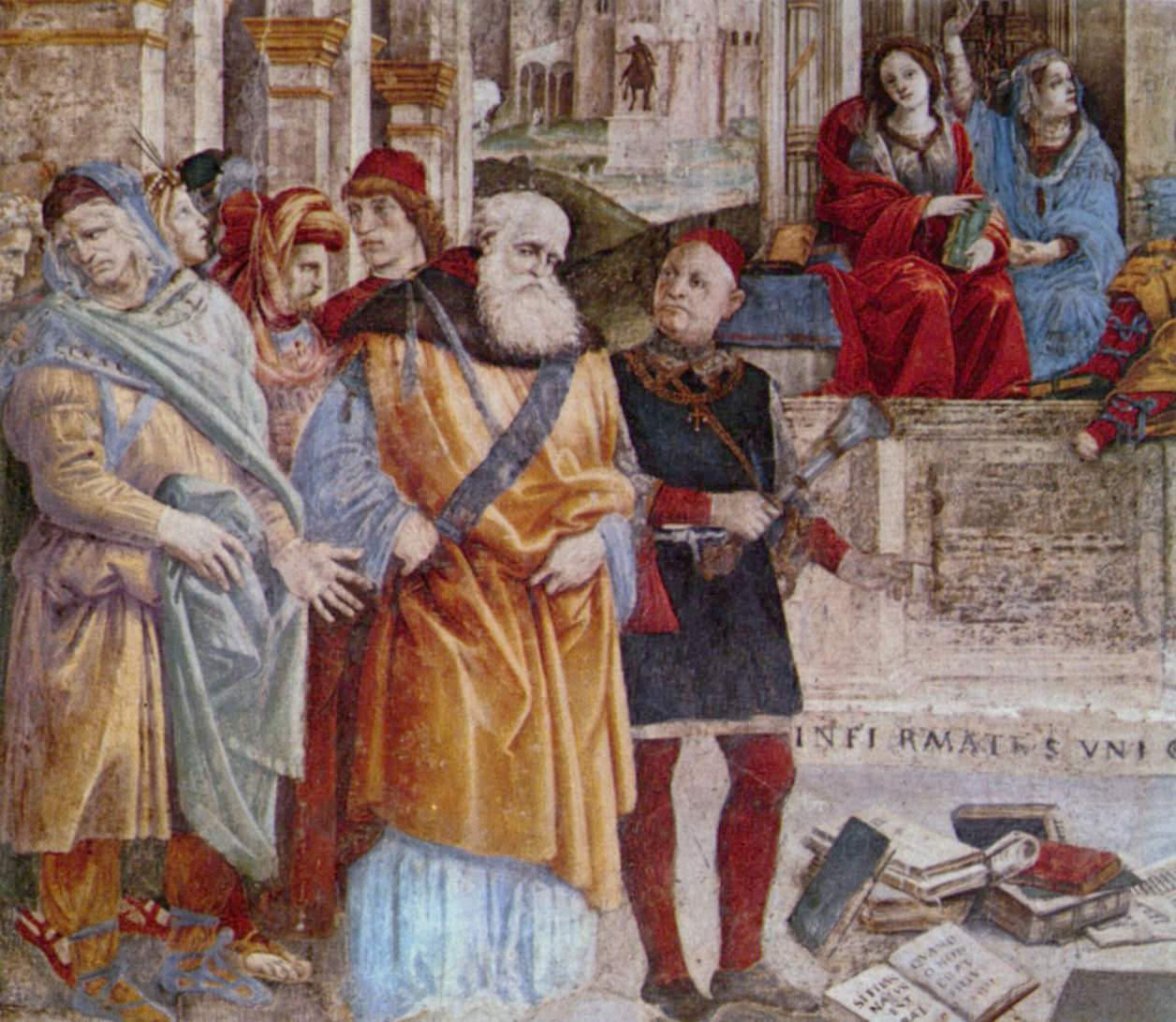
Портрети фрески в ц. Санта Марія сопра Мінерва. Рим